# Borthigsgade
|  | Denne artikel omhandler Borthigsgade i København, ikke at forveksle med Borthigsgade i Kolding. |
Borthigsgade er en gade på Østerbro i København. Gaden er 250 meter lang og løber mellem Lyngbyvej og Studsgaardsgade.

## Gadens historie
Gaden fik sit navn omkring 1907 og minder om den tidligere jordejer, kammersekretær Christian Frederik Neve Borthig (1822-1905). Han ejede ”Vangegaard”, der lå mellem Borthigsgade og Rovsingsgade og solgte 6,3 hektar jord til Arbejdernes Byggeforening i 1899. Syv år senere gik byggeriet i gang på sydsiden.
I dag er gaden præget af sydsidens rækkehuse fra 1906-29 efter engelsk forbillede. Der er også høje etagehuse, som man kender dem fra alle de større danske byer. Al byggeriet er i røde mursten, hvilket binder gaden sammen, selvom der er både højde- og stilmæssige forskelle. På nordsiden er der også en række spinkle træer.
På hjørnet af Borthigsgade og Lyngbyvej ligger Copenhagen Kosher & Deli.
Tidligere var her et stråtækt hus i en vildsom have med pæretræer. Huset var beboet af en ældre kvinde uden tænder, ægte som kunstige. Tegneren Ib Spang Olsen, der færdedes i området som barn, og hans kammerater kaldte hende for ”heksen” og stjal under store protester hendes pærer. Det har han beskrevet i sine erindringer.

## Nævneværdige bygninger i gaden
På nordsiden er den første karré fra 1918 til 1925, og den er i afdæmpet neoklassicistisk stil. Hoveddørene er kannelerede og med fine detaljer over porten.
Nr. 10 – 14 er fra 1931, og har et fundament af gule mursten, hvilket er lidt usædvanligt. Der er nye dørtelefoner med kamera. Der var tidligere butik på hjørnet.
Nr. 16 til 22 er fra 1935. Vinduerne er lidt ufølsomt indsat i huset, men til gengæld bemærkes en pudsig afslutning på nedløbsrøret, der nederst simpelthen går ind i huset.
I 1950'erne havde frisørinde Erna Woel til huse i stuen i nr. 10. I nr. 4 var der et skrædderi ”Eton” ved J. Kutschinsky. Beboerne er ansatte i liberale og serviceerhverv. En vinkyper, en stabssergent, en værkfører, en overmontør, en ejendomsmægler, flere møbelpolstrere og byretsfuldmægtige bebor gaden.